# St. Augustinus (Feldgeding)

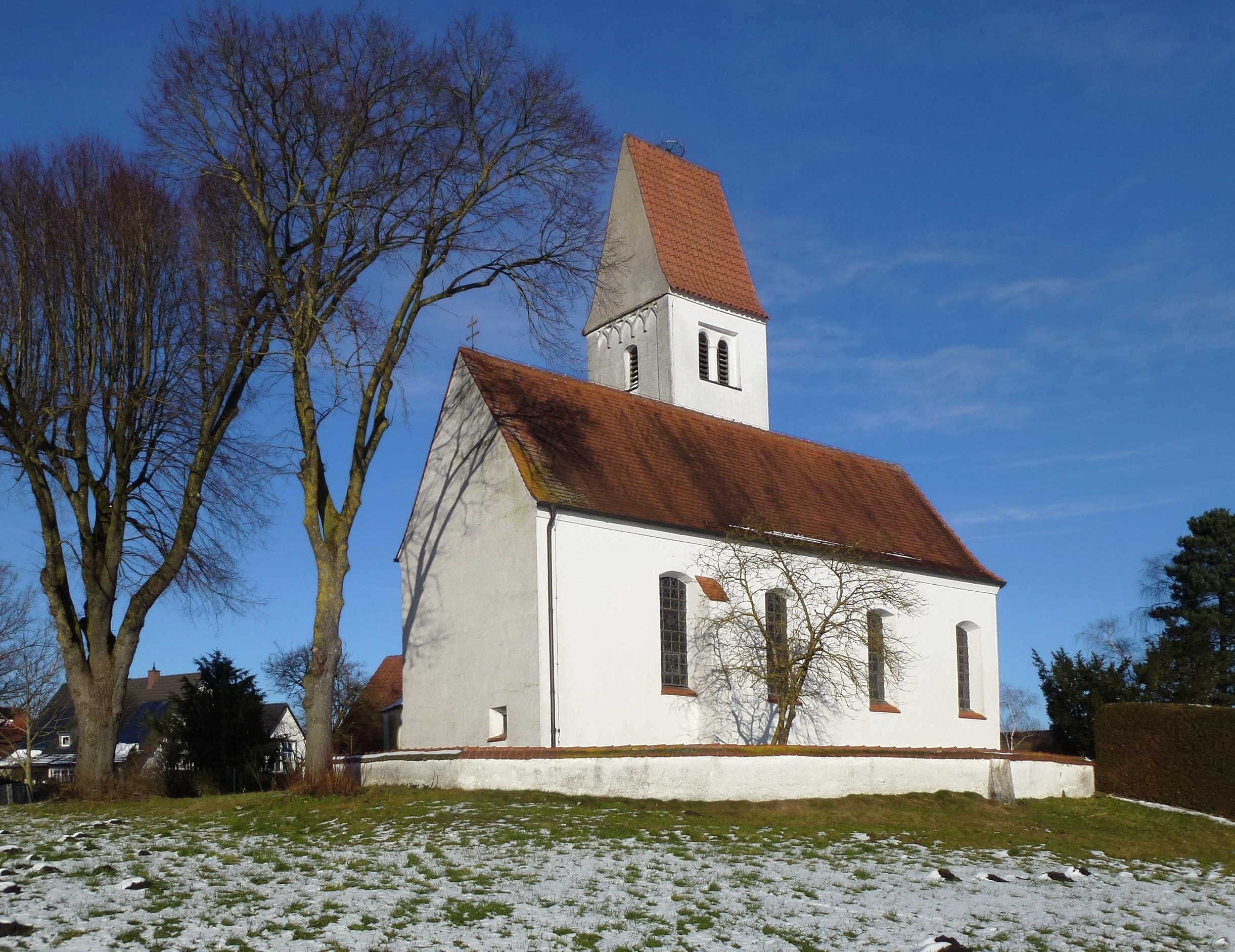
St. Augustinus in Feldgeding

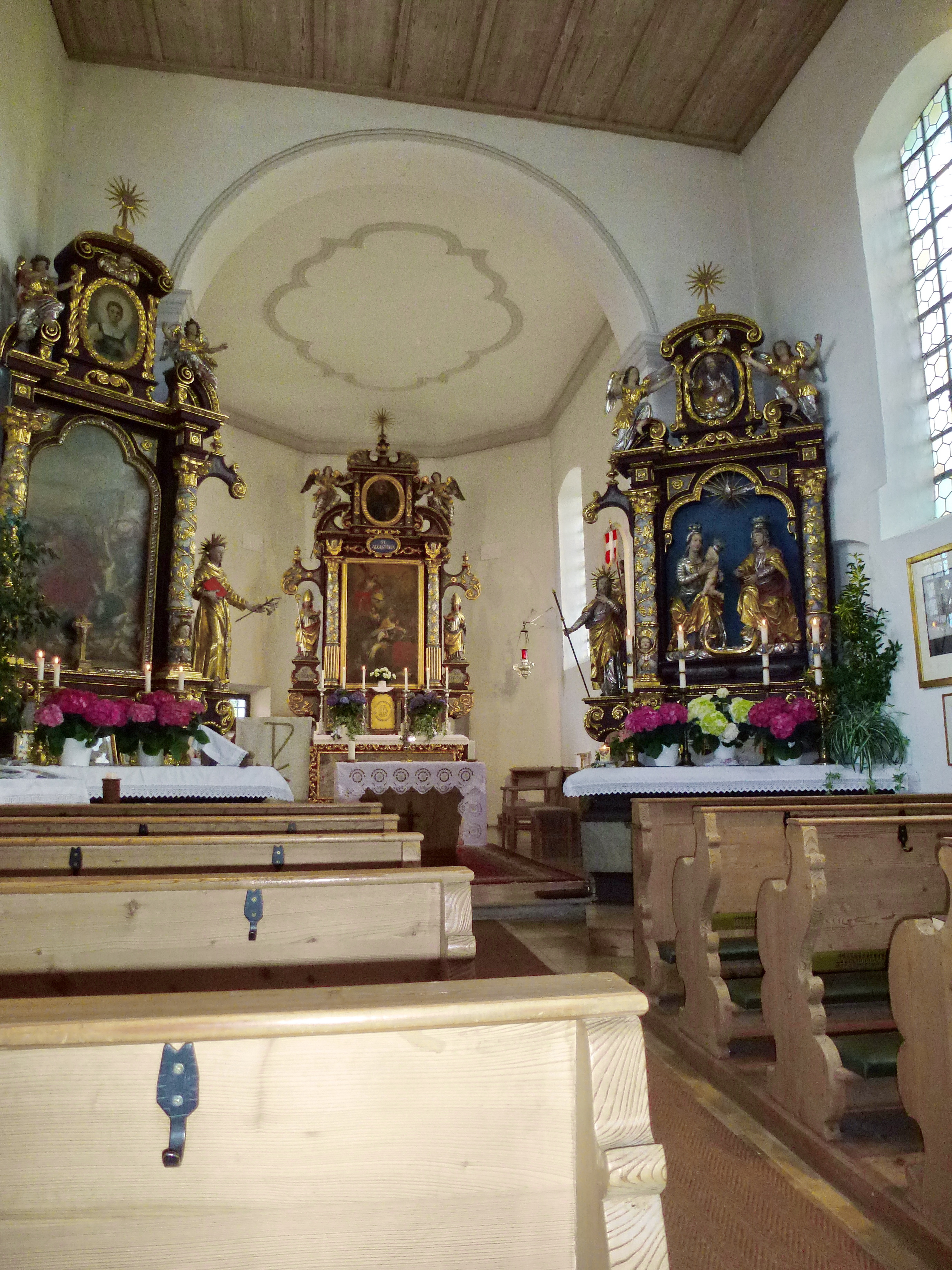
Innenansicht

Die katholische Filialkirche St. Augustinus in Feldgeding, einem Gemeindeteil von Bergkirchen im oberbayerischen Landkreis Dachau, wurde ursprünglich im 15. Jahrhundert errichtet. Die dem heiligen Augustinus geweihte Kirche an der Kirchenstraße 8 ist ein geschütztes Baudenkmal.

## Architektur
Der Saalbau besitzt einen nicht eingezogenen, dreiseitig geschlossenen Chor. Der Turm mit Satteldach im nördlichen Winkel ist wie der Chor spätgotisch, vermutlich aus der Zeit um 1477. Er ist mit Kreuzbogenfriesen geschmückt. Das Langhaus mit drei Achsen entstand 1561 und wurde in den 1670er Jahren verändert. Die Kirche gehört als Filiale zur Pfarrei Bergkirchen.

## Ausstattung
Die Altäre wurden vom Bildhauer Adam Luidl um 1670 geschaffen. Das Bild des Kirchenpatrons Augustinus am Choraltar von Joseph Hauber aus dem Jahr 1830 wird von Figuren der Heiligen Nikolaus und Silvester flankiert.
Die Holzplastik der Anna selbdritt aus der Zeit um 1430 wurde von Wallfahrern als Gnadenbild verehrt.
Das älteste Bleiglasfenster stammt aus dem Jahr 1513. Es ist nur 22 cm groß und zeigt Thomas Lämpl, den damaligen Vikar der Pfarrei Bergkirchen, vor der Gottesmutter kniend.